# Theo R. Payk
Theo Rudolf Payk (* 30. Dezember 1938 in Gelsenkirchen) ist ein deutscher Psychiater und Psychologe.

## Leben
Das Studium der Medizin, Psychologie und Philosophie schloss er mit der Promotion zum Dr. med. und 1969 mit der Promotion zum Dr. phil. ab. 1974 Facharzt für Nervenheilkunde. 1976 Habilitation. 1982 Professur für Med. Psychologie. 1983 bis 2003 Chefarzt und Ordinarius für Psychiatrie und Psychotherapie am Psychiatrischen Zentrum der Ruhr-Universität Bochum, an dessen Aufbau er mitwirkte. Bis 2009 war er ärztlicher Leiter der Fliedner-Klinik Düsseldorf. Seitdem ist er als Dozent, Supervisor und Gutachter tätig.

## Werke (Auswahl)

### Fach- und Sachbücher
- Mensch und Zeit. Hippokrates, 1979, ISBN 3-7773-0452-2.
- Einführung in die medizinische Psychologe. Hippokrates, 1980, ISBN 3-7773-0513-8.
- Therapie psychischer Erkrankungen. Hippokrates, 1981, ISBN 3-7773-0554-5.
- Kommunale Psychiatrie. Schattauer, 1985, ISBN 3-7945-1136-0.
- mit Michael Langenbach: Elemente psychopathologischer Diagnostik. Enke, 1986, ISBN 3-432-95781-5.
- Psychopathologie in der klinischen Psychiatrie. Schattauer, 1987, ISBN 3-7945-1202-2.
- Checkliste Psychiatrie. Thieme, Stuttgart 1988; zuletzt: Checkliste Psychiatrie und Psychotherapie. 8. Auflage. Thieme, Stuttgart 2021, ISBN 978-3-13-243838-5.
- Psychiatrische Therapie. Schattauer, 1990, ISBN 3-7945-1342-8.
- mit Rita Tullius: Verhaltenstherapeutische Konzepte zur Depressionsbehandlung. Perimed, 1986, ISBN 3-88429-055-X.
- Dissozialität. Schattauer, 1992, ISBN 3-7945-1489-0.
- Angsterkrankungen. Schattauer, 1994, ISBN 3-7945-1636-2.
- Perspektiven psychiatrischer Ethik. Thieme, 1996, ISBN 3-13-103391-6.
- mit Ulrich Thamer: Psychiatrie Praxis. Schattauer, 1998, ISBN 978-3-7945-1848-7.
- Psychiater. Forscher im Labyrinth der Seele. Kohlhammer, 2000, ISBN 3-17-016684-0.
- Pathopsychologie. Springer, Berlin 2002; zuletzt: Psychopathologie. 5. Auflage. Springer, Berlin 2021, ISBN 978-3-662-63573-5.
- hrsg. mit Martin Brüne: Sozialdarwinismus, Genetik und Euthanasie. Wiss. Verlagsges., 2003, ISBN 3-8047-2064-1.
- Töten aus Mitleid? Über das Recht und die Pflicht zu sterben. Reclam, 2004, ISBN 3-379-20095-6.
- Robert Schumann. Bouvier, Bonn 2006; 2., überarbeitete Auflage. Bouvier, Bonn 2019, ISBN 978-3-416-03091-5.
- Das Böse in uns. Über die Ursachen von Mord, Terror und Gewalt. Patmos, 2008, ISBN 3-491-36014-5.
- Der beschützte Abschied. Streitfall Sterbehilfe. Kösel, 2009, ISBN 978-3-466-36858-7.
- Depression. UTB Reinhardt, 2010, ISBN 978-3-8252-3372-3.
- Kriegskind im Ruhrgebiet und Lipperland. Projekt-Verlag, 2010, ISBN 978-3-89733-223-2.
- Demenz. UTB Reinhardt, 2010, ISBN 978-3-8252-3371-6.
- Psychiater und Psychotherapeuten. Kohlhammer, 2012, ISBN 978-3-17-022193-2.
- Burnout. Basiswissen und Fallbeispiele. Psychosozial, 2013, ISBN 978-3-8379-2259-2.
- Psychologische Heilkunde. Springer, 2017, ISBN 978-36625-3-8.

### Belletristik
Als Theodor Payk
- Lohmanns Verhängnis. Roman, Kid Verlag, Bonn 2023, ISBN 978-3-9499-7931-6.